# Michaël Wiggers
Michaël Wiggers, né le 8 février 1980, est un joueur de football belge qui évolue au poste de défenseur à Sprimont Comblain.

## Biographie
[style à revoir]
Il a été formé au RFC de Liège où il joua jusqu'à la saison 2002-2003. Il arriva dans la capitale gaumaise en 2003 avec Emmanuel Coquelet pour renforcer l'équipe de Virton. À Virton, en plus de jouer comme piston, il marquait beaucoup. Il fut pendant ces deux années virtonaises second meilleur buteur derrière son compère, Emmanuel Coquelet (respectivement 9 et 8 buts). Sa fin de bail à Virton fut un peu chahutée pour une histoire de pari truqué dans laquelle son nom fut cité. L'affaire ne donna rien. Ayant tapé dans l'œil des néo-promus de Zulte-Waregem, Michaël rejoignit, pour la première fois un club de D1 en 2005-2006. Une blessure à la hanche ne lui permit pas de s'imposer dans son nouveau club. Il arriva à Mons à l'aube de la saison 2006-2007 pour un contrat de 2 ans où il est intégré comme titulaire par José Riga. Il évolue au FCV Dender EH de 2008 à 2010, puis part au F91 Dudelange, un club du Luxembourg. En 2012, il revient en Belgique et s'engage avec Sprimont Comblain.